# Ludwig Weissel
Ludwig Friedrich Weissel (auch Ludwig F. Weissel und Ludwig F. Weißel; * 8. Dezember 1841 in Wien; † 16. Januar 1886 in Wiesbaden) war ein österreichischer Jurist, Schriftsteller und Übersetzer.

## Leben
Weissel war Sohn des Gerichtsadvokaten Joseph Weissel (1811–1877). Er absolvierte seine Gymnasialbildung in Wien. Anschließend ging er an die Universität Wien, an der er Rechtswissenschaft studierte. Schon recht früh setzte er sich mit der Literatur auseinander. Er wurde an der Wiener Universität zum Dr. iur. promoviert. Danach ließ er sich als Advokat in Wien nieder und wurde liberales Mitglied des Wiener Gemeinderats. Schon zu dieser Zeit war seine schwache Konstitution bekannt.
Weissel war gezwungen aufgrund seines zunehmend verschlechternden Gesundheitszustandes alle seine Ämter niederlegen. Er musste sich zunehmend in wärmeren Gefilden aufhalten. So war er unter anderem in Genf, Montreux, Bad Reichenhall und Wiesbaden. Hier verstarb er schließlich. Seine Frau kümmerte sich um seinen Nachlass und gab noch Werke daraus in den Druck.

## Schriften (Auswahl)
- Der Froschmäusekrieg. Aus dem Griechischen übersetzt, 2. Auflage, Grünberg 1871.
- Hanns Freiherr von Schwarzenberg. Ein Bild aus deutscher Rechts- und Culturgeschichte. , Wien 1878.
- Der Mönch von Montaudon. Eine provençalische Erzählung, 1882.
- Die Lieder des Anakreon. Frei übertragen, 1886.
- Gedichte. Aus dem Nachlaß herausgegeben von seiner Gattin, 1891.